# Joachim Hutka
Joachim Hutka (Zabrze, 22 maart 1960) is een Pools oud-voetballer.

## Voetbalcarrière
Hutka speelde in de jeugdreeksen bij Górnik Zabrze en bereikte er ook het eerste elftal. In 1981 verhuisde de middenvelder naar Fortuna Düsseldorf voor één seizoen. Hierna kwam hij in België terecht bij KFC Winterslag waarvoor hij 3 seizoenen uitkwam. Daarna verhuisde hij naar stadsgenoot THOR Waterschei, waar hij 2 seizoenen speelde. In de nadagen van zijn carrière speelde hij bij de Zwitserse clubs FC Olten en FC Winterthur.

## Statistieken
| Seizoen         | Club               | Competitie         | Competitie | Competitie | Beker | Beker | Europa | Europa | Totaal | Totaal |
| Seizoen         | Club               | Competitie         | Wed.       | Dlp.       | Wed.  | Dlp.  | Wed.   | Dlp.   | Wed.   | Dlp.   |
| --------------- | ------------------ | ------------------ | ---------- | ---------- | ----- | ----- | ------ | ------ | ------ | ------ |
| -1981           | Górnik Zabrze      | Ekstraklasa        | 88         | 6          | 0     | 0     | 0      | 0      | 88     | 0      |
| 1981-1982       | Fortuna Düsseldorf | Bundesliga         | 21         | 1          | 0     | 0     | 0      | 0      | 21     | 0      |
| 1982-1985       | KFC Winterslag     | Jupiler Pro League | 68         | 12         | 0     | 0     | 0      | 0      | 68     | 0      |
| 1985-1987       | THOR Waterschei    | Jupiler Pro League | 48         | 6          | 0     | 0     | 0      | 0      | 48     | 0      |
| 1987-1988       | FC Olten           | Challenge League   | 0          | 0          | 0     | 0     | 0      | 0      | 0      | 0      |
| 1988-1990       | FC Winterthur      | Challenge League   | 0          | 0          | 0     | 0     | 0      | 0      | 0      | 0      |
| Carrière totaal | Carrière totaal    | Carrière totaal    | 225        | 25         | 0     | 0     | 0      | 0      | 225    | 0      |